# Вула (Атика)
Вула (на гръцки: Βούλα) е град в Гърция. Населението му е 28 364 жители Част е от Атинския метрополен район. Намира се в часова зона UTC+2. Пощенският му код е 166 73, телефонния 210, а МПС кода е Z.